# Flagstaff Hill (Baie des Îles)

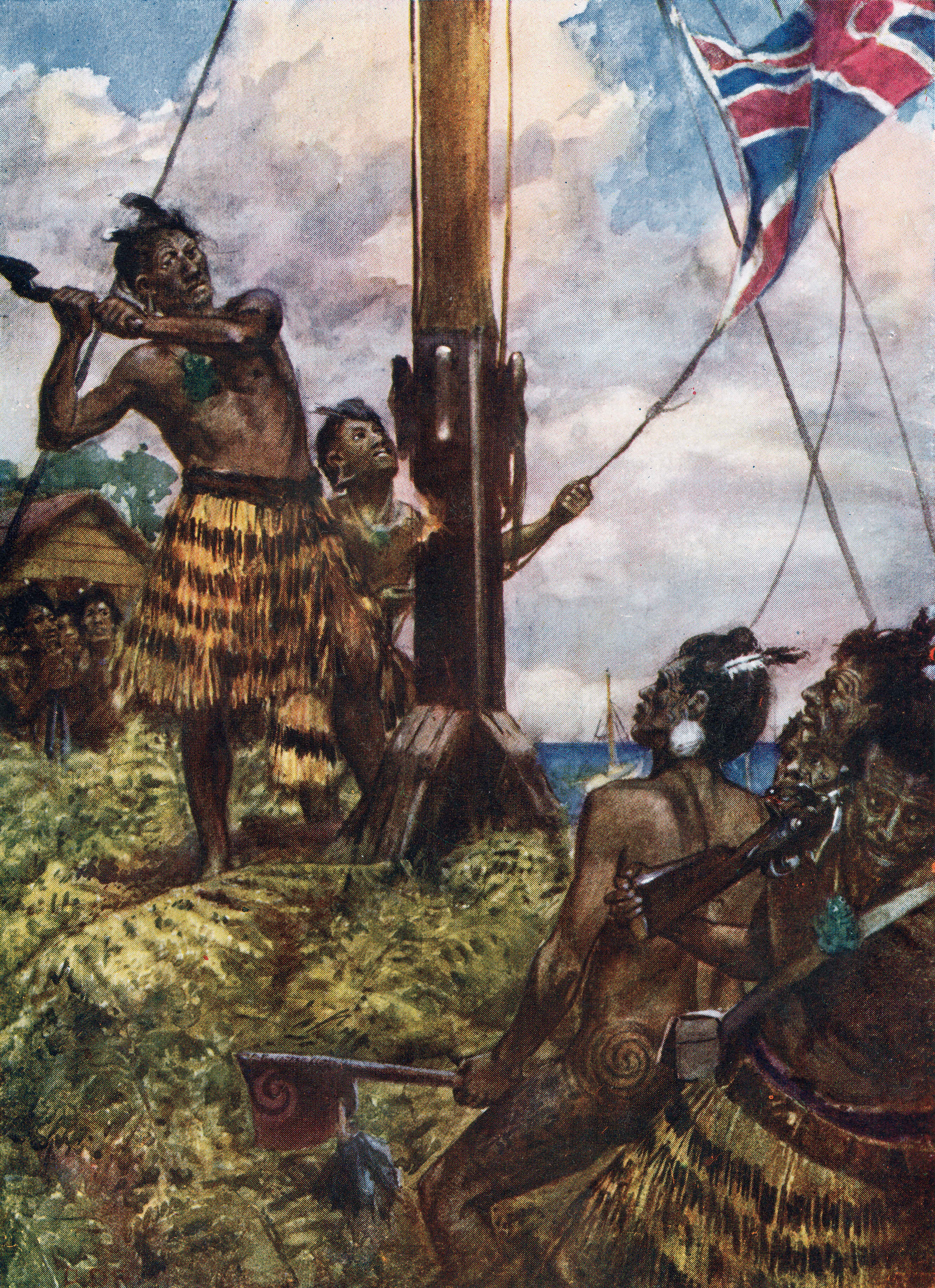
Hone Heke abat le mat du Drapeau au niveau de Kororareka (Russell). Peint par

La colline du drapeau (en anglais :Flagstaff Hill ou Maiki Hill) domine la Baie des îles dans l’Île du Nord de la Nouvelle-Zélande.

## Situation
Directement située au nord du petit village historique de Russell, le mat du drapeau sur la colline a joué un rôle significatif dans les premières relations entre les peuples Māori  de l’iwi des Ngāpuhi et les premiers colons britanniques ou Pākehā.

## Histoire
Après la signature du Traité de Waitangi en février 1840 au niveau du village de Waitangi, situé au niveau de la baie, les relations entre les Ngāpuhi et les colons Pākehā (mot utilisé par les Ngāpuhi pour désigner les européens d’origine britannique) commencèrent à se détériorer.
Hone Heke, un chef local Māori, identifia le mat du drapeau faisant flotter l’Union Jack au-dessus de la baie comme un Kororareka, comme une représentation symbolique de la perte du contrôle par les Ngāpuhi sur leur domaine dans l’année suivant la signature du Traité,.
Il y a un certain nombre de causes à la fureur de Heke (en), tels que le fait que la capitale de la Nouvelle-Zélande fut déplacée de Okiato (Old Russell) à Auckland en 1841, et que le gouvernement colonial ait imposé des taxes sur les bateaux, qui entraient dans la Baie des Îles.
Ceci et d’autres actions du gouvernement colonial, furent vus par Heke comme un moyen de réduire le commerce entre les Ngāpuhi avec les étrangers de passage.
Les trafiquants, qui venaient s’abriter dans la ‘Baie des îles’, furent aussi des ferments de troubles en faisant savoir, que le mat du drapeau faisant flotter le drapeau de la Reine, traduisant que le pays [whenua] revenait à la Reine d’Angleterre et que les Ngāpuhi « n’étaient plus leur propre maître, mais des esclaves » : taurekareka de la Reine Victoria,,.
Le ‘flagstaff’ fut abattu une première fois le 8 juillet 1844, par ‘Te Haratua’, un allié de Hone Heke.
Heke voulait couper et faire tomber le ‘flagstaff’ mais avait été persuadé par l’Archidiacre  William Williams (en) de ne pas le faire.
Le flagstaff fut remplacé et des hommes de troupe envoyés pour monter la garde près du drapeau.
Le 10 janvier 1845, le mat du drapeau fut abattu une seconde fois, cette fois-ci par ‘Hone Heke’ lui-même.
Le 18 janvier 1845,un mat construit en fer fut érigé.
Le matin suivant le mat était abattu, à nouveau par Hone Heke.
L’attaque suivante du mat du drapeau par Hone Heke donna lieu à un incident beaucoup plus sérieux car les guerriers d’Hone Heke attaquèrent le poste de garde, tuant tous les défenseurs et Heke abattit le mat du drapeau pour la 4 e fois.
À la même époque, probablement pour faire diversion, Te Ruki Kawiti (en) et ses hommes, attaquèrent la ville de ‘Kororareka’(Russell).
Ceci marqua le début de ce que l’on a appelé la Guerre des drapeaux ou la « Guerre du Nord ».
En 1846, ‘Hone Heke’ et ‘Te Ruki Kawiti’ acceptèrent les termes de la paix avec le gouvernement.
Le gouvernement colonial Britannique ne ré-érigea pas le mat du drapeau, pour ne pas provoquer d’autres conflits.
Le flag staff, qui siège maintenant à ‘Kororareka’, fut érigé en janvier 1858 sous la direction du fils de Kawiti: Maihi Paraone Kawiti (en); avec un drapeau nommé « Whakakotahitanga », “faisant un avec la Reine”.
Comme autre acte symbolique, les 400 guerriers des Ngāpuhi impliqués dans la préparation et l’érection du ‘flagstaff’ furent sélectionnés à partir des forces rebelles de ‘Kawiti’ et d’’Heke’ – c’est-à-dire des Ngāpuhi provenant du hapu de Tāmati Wāka Nene : ceux qui se sont battus comme alliés des forces britanniques durant la guerre des ‘Flagstaff’, observèrent mais ne participèrent pas à l’érection du cinquième mat du drapeau.
La restauration du mat du drapeau fut présentée par « Maihi Paraone Kawiti » comme un geste volontaire de la part des Ngāpuhi qui l’avait abattu en 1845 et ils ne voulaient pas permettre à d’autres de rendre aucune assistance dans cette tache.
Le symbolisme continuant du « cinquième fanion » au niveau de Kororareka est ce qui existe à cause de la bonne volonté des « Ngāpuhi ».

## Tourisme
La colline est une destination favorite des touristes venant de la ville de Russell, avec un chemin de randonnée conduisant au sommet, qui fournit une vue panoramique sur toute la baie.
Le bush autour de la colline est aussi un territoire pour les kiwis bien que les oiseaux sont trop peureux pour être aperçus en passant en se promenant.